# Norton P. Chipman

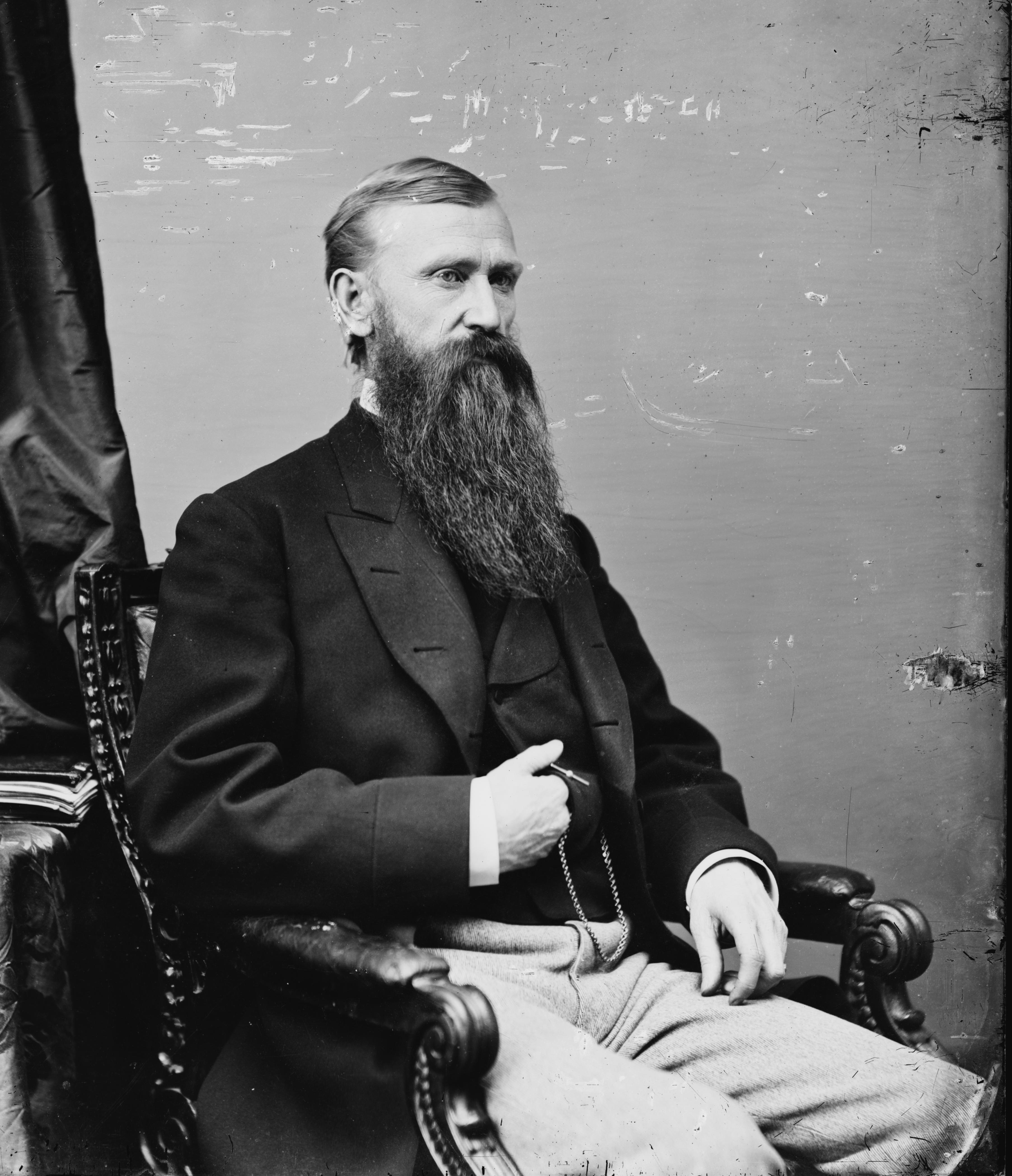
Norton P. Chipman

Norton Parker Chipman (* 7. März 1834 in Milford Center, Union County, Ohio; † 1. Februar 1924 in San Francisco, Kalifornien) war ein US-amerikanischer Politiker. Zwischen 1871 und 1875 vertrat er den Bundesbezirk District of Columbia mit der Bundeshauptstadt Washington, D.C. als nicht stimmberechtigter Delegierter im US-Repräsentantenhaus.

## Werdegang
Norton Chipman besuchte die öffentlichen Schulen seiner Heimat. Im Jahr 1845 zog er nach Iowa, wo er das Washington College besuchte. Nach einem anschließenden Jurastudium in Cincinnati und seiner Zulassung als Rechtsanwalt begann er in Washington (Iowa) in diesem Beruf zu arbeiten. Während des Bürgerkrieges diente er als Offizier im Heer der Union. Dabei stieg er bis zum Brigadegeneral auf. Zwischenzeitlich wurde er schwer verwundet. Er wurde am Ende seiner militärischen Laufbahn zur juristischen Abteilung der Armee versetzt. In dieser Eigenschaft vertrat er als Militärstaatsanwalt die Anklage gegen Henry Wirz, den konföderierten Kommandeur des berüchtigten Kriegsgefangenenlagers Andersonville, in dem etwa 13.000 Unionssoldaten umkamen. Nach dem Krieg ließ sich Chipman zunächst in  der Bundeshauptstadt Washington nieder. Politisch wurde er Mitglied der Republikanischen Partei. Er war Mitgründer der Veteranen-Organisation Grand Army of the Republic.
Im Jahr 1871 wurde Chipman als nicht stimmberechtigter Kongressdelegierter für den Bundesbezirk District of Columbia in das US-Repräsentantenhaus gewählt, wo er am 21. April 1871 sein neues Mandat antrat. Die Position des Kongressdelegierten für die Bundeshauptstadt war damals neugeschaffen worden. Nach einer Wiederwahl konnte er sein Mandat im  Kongress bis zum 3. März 1875 ausüben. Danach wurde dieses Amt vom Kongress wieder abgeschafft und erst im Jahr 1970 wieder neu eingeführt.
Im Jahr 1876 zog Norton Chipman nach Kalifornien, wo er in der Holzbranche arbeitete. Zwischen 1895 und 1896 gehörte er dem California State Board of Trade an. Zwischen 1905 und 1922 war er Berufungsrichter im dritten Gerichtsbezirk seines neuen Heimatstaates. Er starb am 1. Februar 1924 in San Francisco.